# L'amore dei tre re

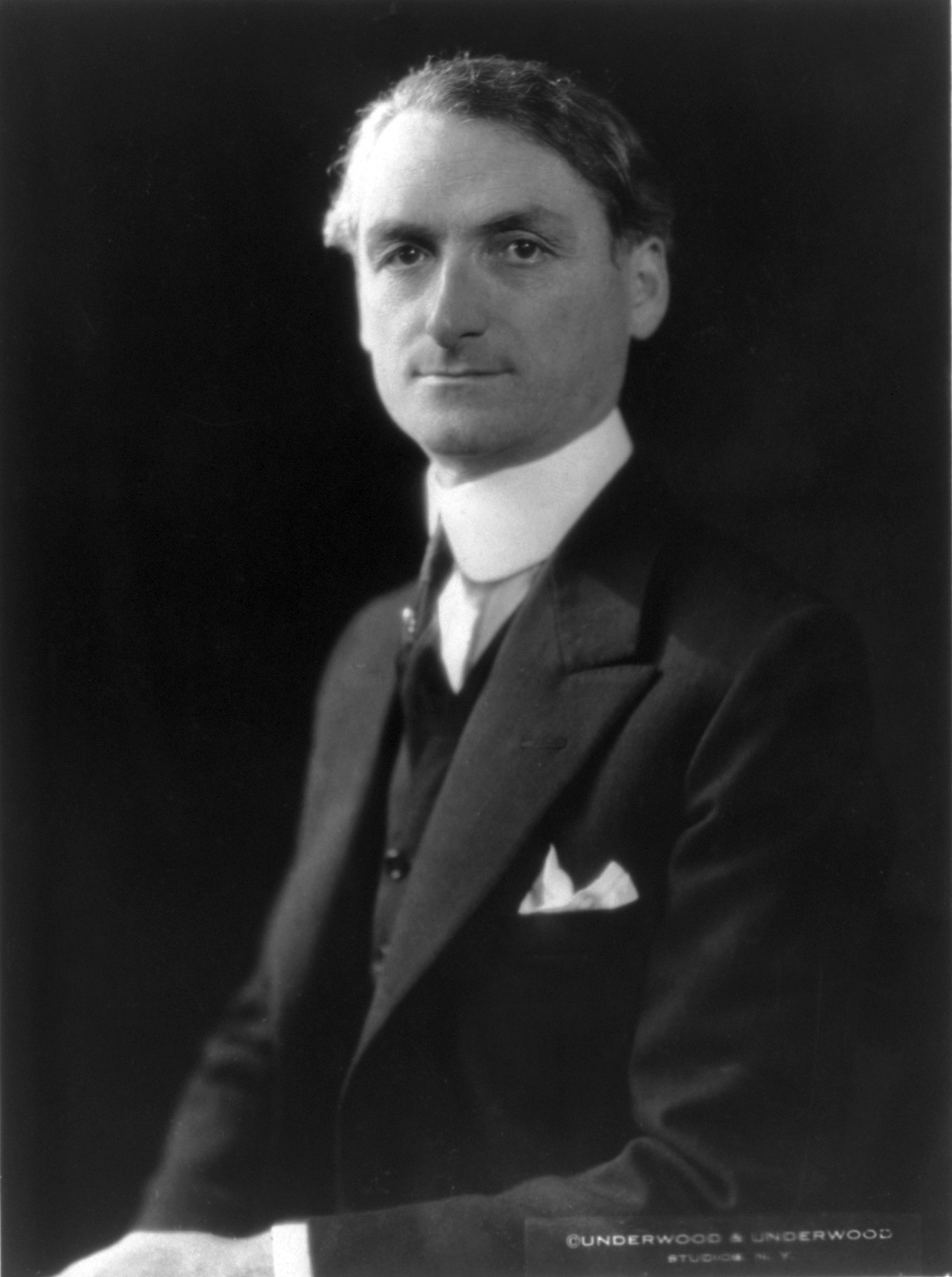
Italo Montemezzi

L'amore dei tre re (Tre kungars kärlek) är en tragisk opera i tre akter med musik av Italo Montemezzi och libretto av Sem Benelli efter hans egen pjäs med samma namn.

## Historia
Montemezzi skrev operan 1912 i en klar veristisk stil helt enligt tidens anda. Själva dramat är klassisk tragedi och karaktärerna är som hämtade ut en opera av Verdi; den korrupta fadersfiguren som står i kontrast mot triangeldramats kärleksintrig. Musiken klingar som något mellan den sene Verdi och den tidige Puccini, med avsevärda bidrag från såväl Wagner som Richard Strauss. Men det originella med denna veristiska opera är dess introduktion av expressionistiska klanger från Debussys värld. Montemezzi komponerade i ljudlager där de vokala linjerna löpte parallellt istället för att kontrapunktiskt ställas mot varandra. Verket uruppfördes den 10 april 1913 på Teatro alla Scala i Milano. Svensk premiär den 9 april 1927 på Stora Teatern i Göteborg.
Operan är vid sidan av Puccinis den mest framgångsrika italienska operan från 1900-talet. Den har rönt större uppskattning i USA än i Europa. Mellan 1914 och 1949 framfördes operan 49 gånger på Metropolitan Opera i New York.

## Personer
- Archibaldo, Kung av Altura (bas)
- Manfredo, hans son (baryton)
- Fiora, Manfredos hustru (sopran)
- Avito, tidigare prins av Altura (tenor)
- Flaminio, en slottsvakt (tenor)
- En kammarjungfru (sopran)
- En ung kvinna (sopran)
- En yngling (tenor)
- En gammal kvinna (mezzosopran)
- En röst bakom scenen (gossopran)
- Invånare i Altura (kör)

## Handling
Italien under medeltiden

### Akt I
Den gamle blinde kungen Archibaldo går oroligt omkring i sitt slott, ledsagad av Flaminio. Han fruktar att hans svärdotter Fiora bedrar hans son Manfredo, som just belägrar en stad uppe i norr. Fiora var en gång förlovad med prins Avito av Altura men då Archibaldo erövrade Italien var ett av fredsvillkoren att hon ändå skulle gifta sig med Manfredo. Denna afton väntar Archibaldo hem Manfredo från kriget, men då han inte kommer ber han Flaminio släcka facklorna. Flaminio hör en flöjt i fjärran och skyndar sig att föra bort den gamle kungen. Kort därpå kommer Fiora och Avito ut ur ett rum. Avito märker att facklorna är släckta och är övertygad om att någon har iakttagit dem. När de hör steg skyndar han bort. Fiora försöker få Archibaldo att tro att hon har varit ensam, men då Flaminio i detsamma meddelar att Manfredo har kommit tillbaka lyckad hon få det till att hon har vandrat omkring ute på terrassen för att spana efter sin man. Archibaldo är alltjämt misstänksam men prisar sig lycklig att han är blind.

### Akt II
Manfredo skall återvända till belägringen och ber Fiora att åtminstone vifta med en vit duk tills han är utom synhåll. Fiora grips av medlidande med sin man, som förefaller älska henne uppriktigt, och hon vill uppfylla hans önskan men varje gång sjunker handen ned. Avito kommer och tar henne i famnen men de överraskas av den blinde gamle kungen. Avito vill döda kungen men Flaminio håller honom tillbaka. Han hör nämligen på hästhovarnas klapprande att Manfredo är på väg hem. Archibaldo beskyller Fiora för otrohet och vill förmå henne att avslöja namnet på sin älskare så att han kan hämnas sin son, och då hon vägrar stryper han henne.
Manfredo ser sin hustrus döda kropp och blir rörd över hennes djupa kärlek, trots att den var riktad mot en annan.

### Akt III
Medan Fiora ligger på lit-de-parade i kryptan kommer den förtvivlade Avito och kysser sin döda älskade, men Archibaldo har strukit gift på hennes läppar eftersom han räknat med att älskaren skulle komma till Fioras bår. Manfredo har stått dold i mörkret och upptäcker nu att hans hustrus älskare var hennes förre trolovade, men då den döende Avito berättar om deras stora kärlek förlåter han dem och trycker sina egna läppar mot Fioras, så att även han dör av giftet. Då Archibaldo kommer ned i kryptan och finner en död kropp över Fioras bår tror han först att det är Avito men så upptäcker han att det är hans egen son.